# Suécia nos Jogos Olímpicos de Inverno de 2022
Suécia participou dos Jogos Olímpicos de Inverno de 2022, realizados em Pequim, na China.
Foi a 24.ª aparição do país em Olimpíadas de Inverno, ou seja, em todas as edições dos Jogos de Inverno. Foi representado por 116 atletas, sendo 62 homens e 54 mulheres.
Com oito medalhas de ouro e 18 medalhas no total, esta foi a edição de Inverno de maior sucesso para o país na sua história nos Jogos de Inverno, tanto em um (medalhas de ouro) como no outro aspecto (total de medalhas), superando os recordes anteriores estabelecidos em PyeongChang 2018 e Sóchi 2014, respectivamente. Foi a primeira vez, em Jogos de Inverno, que as atletas e os atletas da Suécia ganharam medalhas em seis esportes diferentes e também conseguiram ganhar medalhas de ouro nesses esportes. Além disso, o país conquistou sua primeira (e segunda) medalha de ouro no esqui estilo livre, as primeiras medalhas de ouro na patinação de velocidade, desde PyeongChang 1988, e se tornou o primeiro país a ganhar medalhas nos três eventos de curling e nos mesmos Jogos Olímpicos de Inverno.

## Competidores
| Esporte                 | Masculino | Feminino | Total |
| ----------------------- | --------- | -------- | ----- |
| Biatlo                  | 5         | 6        | 11    |
| Curling                 | 5         | 6        | 11    |
| Esqui alpino            | 2         | 6        | 8     |
| Esqui cross-country     | 8         | 8        | 16    |
| Esqui estilo livre      | 12        | 2        | 14    |
| Hóquei no gelo          | 25        | 23       | 48    |
| Luge                    | 1         | 1        | 2     |
| Patinação artística     | 1         | 1        | 2     |
| Patinação de velocidade | 1         | 0        | 1     |
| Salto de esqui          | 0         | 1        | 1     |
| Snowboard               | 2         | 0        | 2     |
| Total                   | 62        | 54       | 116   |

## Medalhas
Estes foram os medalhistas desta edição:
| Atleta                                                                        | Esporte                 | Evento                          | Medalha |
| ----------------------------------------------------------------------------- | ----------------------- | ------------------------------- | ------- |
| Walter Wallberg                                                               | Esqui estilo livre      | Moguls masculino                | Ouro    |
| Nils van der Poel                                                             | Patinação de velocidade | 5000 m masculino                | Ouro    |
| Sara Hector                                                                   | Esqui alpino            | Slalom gigante feminino         | Ouro    |
| Jonna Sundling                                                                | Esqui cross-country     | Velocidade individual feminino  | Ouro    |
| Nils van der Poel                                                             | Patinação de velocidade | 10000 m masculino               | Ouro    |
| Linn Persson Mona Brorsson Hanna Öberg Elvira Öberg                           | Biatlo                  | Revezamento feminino            | Ouro    |
| Sandra Näslund                                                                | Esqui estilo livre      | Ski cross feminino              | Ouro    |
| Niklas Edin Oskar Eriksson Rasmus Wranå Christoffer Sundgren Daniel Magnusson | Curling                 | Masculino                       | Ouro    |
| Maja Dahlqvist                                                                | Esqui cross-country     | Velocidade individual feminino  | Prata   |
| Elvira Öberg                                                                  | Biatlo                  | Velocidade feminino             | Prata   |
| Elvira Öberg                                                                  | Biatlo                  | Perseguição feminino            | Prata   |
| Maja Dahlqvist Jonna Sundling                                                 | Esqui cross-country     | Velocidade por equipes feminino | Prata   |
| Martin Ponsiluoma                                                             | Biatlo                  | Largada coletiva masculina      | Prata   |
| Oskar Eriksson Almida de Val                                                  | Curling                 | Duplas mistas                   | Bronze  |
| Henrik Harlaut                                                                | Esqui estilo livre      | Big air masculino               | Bronze  |
| Maja Dahlqvist Ebba Andersson Frida Karlsson Jonna Sundling                   | Esqui cross-country     | Revezamento 4x5 km feminino     | Bronze  |
| Jesper Tjäder                                                                 | Esqui estilo livre      | Slopestyle masculino            | Bronze  |
| Anna Hasselborg Sara McManus Agnes Knochenhauer Sofia Mabergs Johanna Heldin  | Curling                 | Feminino                        | Bronze  |

## Desempenho

### Biatlo
Masculino
Feminino

### Curling
Masculino
Feminino

### Esqui alpino
Masculino
Feminino

### Esqui cross-country
Masculino
Feminino

### Esqui estilo livre
Masculino
Feminino

### Hóquei no gelo
Masculino
Feminino

### Luge
Masculino
Feminino

### Patinação artística
Masculino
Feminino

### Patinação de velocidade
Masculino

### Salto de esqui
Feminino

### Snowboard
Masculino
Legenda
| Recorde mundial      | Recorde mundial (World record)               |                       | Recorde africano                      | Recorde africano (African) |                                           | Q | Classificado por posição (Qualified) |
| Recorde olímpico     | Recorde olímpico (Olympic record)            | Recorde da América    | Recorde da América (Americas)         | q                          | Classificado por melhor tempo (Qualified) |   |                                      |
| Melhor marca do ano  | Melhor marca do ano (World leading)          | Recorde asiático      | Recorde asiático (Asian)              | DNS                        | Não largou (Did not start)                |   |                                      |
| Recorde nacional     | Recorde nacional (National record)           | Recorde europeu       | Recorde europeu (European)            | DNF                        | Não terminou (Did not finish)             |   |                                      |
| Recorde pessoal      | Recorde pessoal do atleta (Personal best)    | Recorde da Oceania    | Recorde da Oceania (Oceania)          | DSQ / DQ                   | Desclassificado (Disqualified)            |   |                                      |
| Recorde da temporada | Recorde da temporada do atleta (Season best) | Recorde sul-americano | Recorde sul-americano (South America) | NM                         | Sem marca (No mark)                       |   |                                      |